# Elezioni presidenziali in Turkmenistan del 2012
Le elezioni presidenziali in Turkmenistan del 2012 si tennero il 12 febbraio; videro la vittoria del presidente uscente Gurbanguly Berdimuhamedow.
L'affluenza fu del 92,28%.

## Candidati
- Gurbanguly Berdimuhamedow, Presidente del Turkmenistan
- Rejep Bazarow, deputato e capo della Provincia del Daşoguz
- Kakageldi Abdullaýew, governatore del distretto di Türkmenbaşy
- Gurbanmämmet Mollaniýazow, capo del Türkmennebit
- Annageldi Orazberdiýewiç Ýazmyradow, ministro delle Acque
- Esendurdy Gaýypow, capo del Lebapgurluşyk
- Saparmyrat Batyrow, direttore del Gökdepe
- Ýarmuhammet Orazgulyýew, deputato e ministro dell'industria e dell'energia

Tutti fanno parte del Partito democratico del Turkmenistan.

## Risultati
NOTA: I dati comunicati dal Governo, per quanto tacitamente ritenuti “veritieri” ai fini enciclopedici, sono fra loro altamente contraddittori e manipolati, non corrispondendo, con quasi assoluta certezza (e secondo i pareri di molte note organizzazioni internazionali), alla realtà.
| Candidati                           | Voti | %     |
| ----------------------------------- | ---- | ----- |
| Gurbanguly Berdimuhamedow           |      | 97,14 |
| Annageldi Orazberdiýewiç Ýazmyradow |      | 1,07  |
| Ýarmuhammet Orazgulyýew             |      | 1,02  |
| Rejep Bazarow                       |      | 0,28  |
| Saparmyrat Batyrow                  |      | 0,19  |
| Kakageldi Abdullaýew                |      | 0,16  |
| Gurbanmämmet Mollaniýazow           |      | 0,8   |
| Esendurdy Gaýypow                   |      | 0,6   |
| Totale                              |      |       |